# Kamajaure
Kamajaure eller Gamajávri är en sjö i Kiruna kommun i Lappland som ingår i Torneälvens huvudavrinningsområde. Sjön har en area på 0,281 kvadratkilometer och ligger 606,9 meter över havet.

## Delavrinningsområde
Kamajaure ingår i delavrinningsområde (757160-160818) som SMHI kallar för Ovan Tjaktjajåkka. Medelhöjden är 777 meter över havet och ytan är 18,32 kvadratkilometer. Räknas de 5 avrinningsområdena uppströms in blir den ackumulerade arean 160,12 kvadratkilometer. Avrinningsområdets utflöde Torneälven (Kamajåkka) mynnar i havet. Avrinningsområdet består mestadels av skog (35 procent) och kalfjäll (63 procent). Avrinningsområdet har 0,43 kvadratkilometer vattenytor vilket ger det en sjöprocent på 2,4 procent.

## Galleri

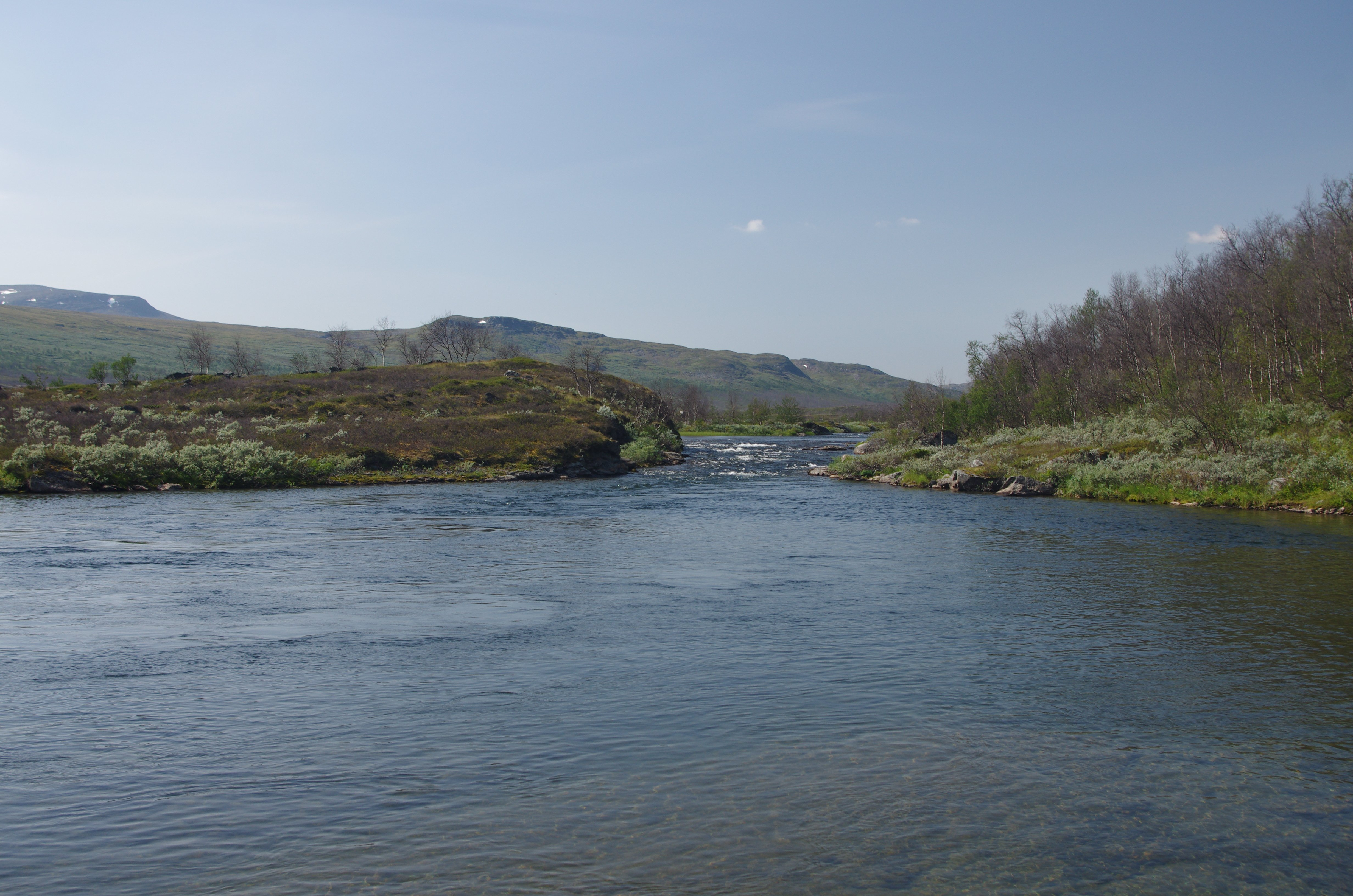
Kamajaures utflöde
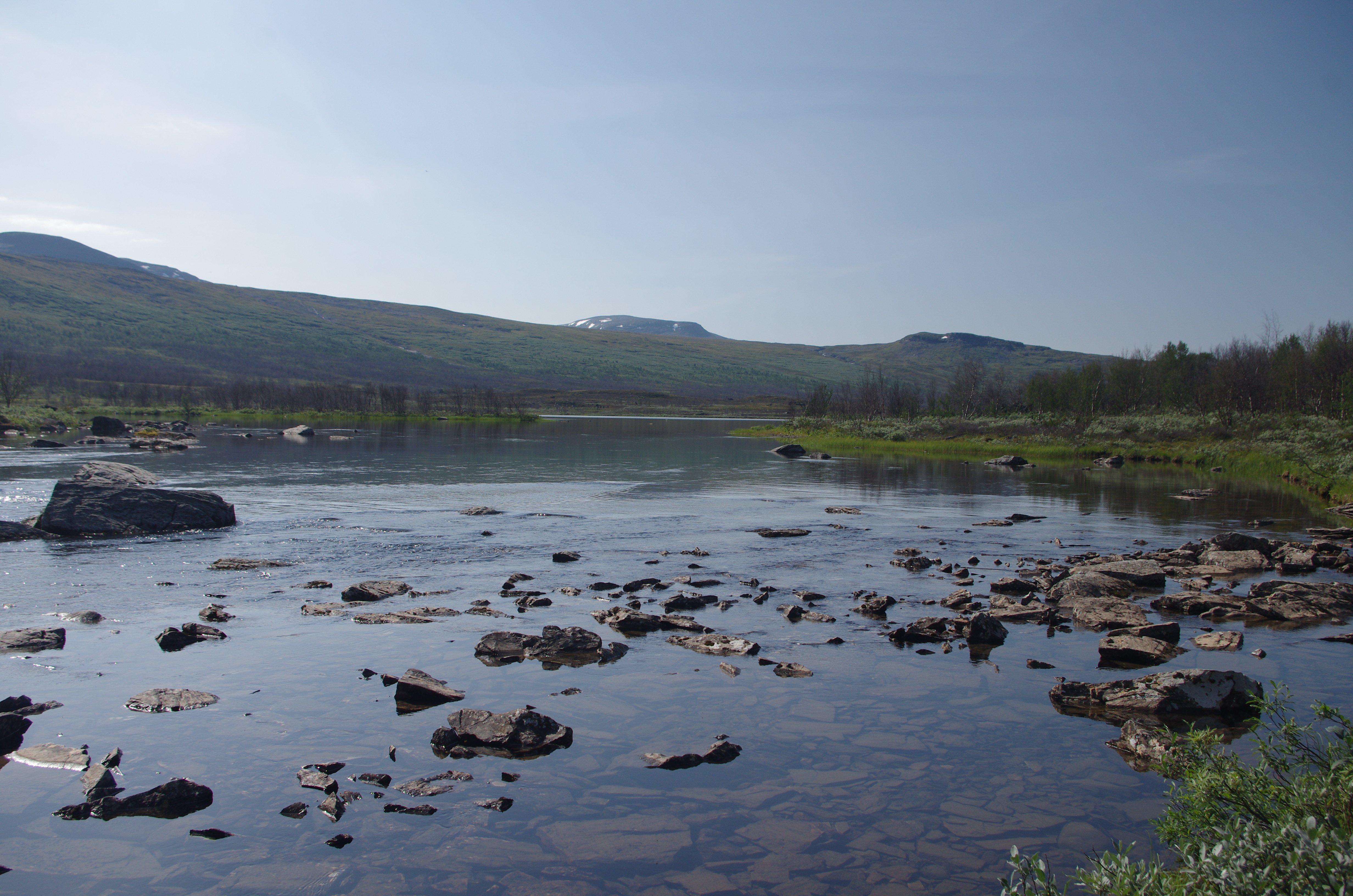
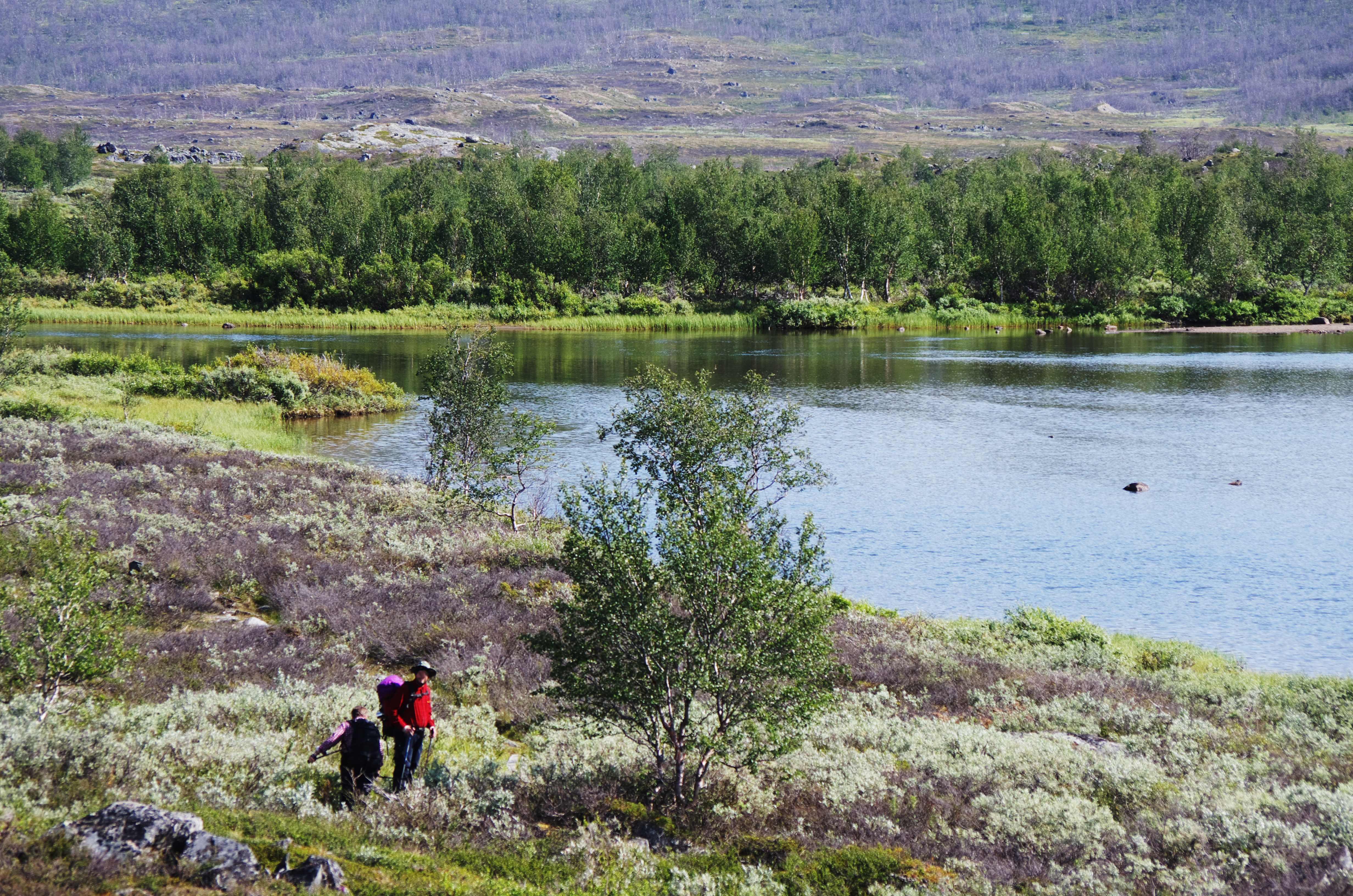
Förbi sjön går en vandringsled från Abiskojaure till Unna Allakas.